# 황철수 (주교)
황철수(黃哲洙, 1953년 4월 15일 ~ )는 대한민국 가톨릭교회의 고위 성직자이다. 세례명은 바오로이다. 제4대 천주교 부산교구 교구장 주교를 역임하였다.

## 약력
황철수는 1953년 경상남도 밀양 지동에서 황상준(도미니코)와 곽복조(골롬바) 사이의 2남 2녀 가운데 둘째이자 장남으로 태어났다. 그의 집안은 6대째 천주교 신앙을 이어온 뿌리 깊은 교우 가정으로, 초대 부산교구 교구장 최재선 주교와 대구대교구 7대 교구장 서정길 대주교를 비롯 9명의 성직자, 수도자를 배출한 신앙의 명가 집안이다. 특히 교회 일이라면 적극적으로 활동하며 봉사의 삶을 살아온 어머니 밑에서 신심을 키워온 황철수는 어렸을 때부터 매사에 충실하며 성실한 신앙인으로 반듯하게 자라왔다. 부모님과 함께 매일 조과(早課, 아침기도)와 만과(晩課, 저녁기도)를 바치고 “주일이면 첫 미사에 참례해야 한다”는 부모의 말에 매주 새벽에 일어나 걸어서 30분도 넘게 걸리는 성당까지 찾아가 새벽미사를 봉헌했다.
황철수는 당시 본당의 정 가오로 수녀(한국순교복자수녀회)와 큰이모의 적극적인 성원 덕에 밀양중학교 1학년 재학 중 대구 선목중학교로 전학, 사제로서의 꿈을 키울 수 있었다. 광주가톨릭대학교 재학 중 독일로 4년 간 유학을 갖다가 귀국한 황철수는 1983년 2월 5일 사제품을 받고 망미본당 보좌신부로 부임해 첫 사목활동을 시작했다. 이후 부산가톨릭대학교 교수, 전하 본당 주임신부, 메리놀 병원 관리부장, 선교사목국장, 사무처장 등을 역임했다.
2006년 1월 17일 교황 베네딕토 16세에 의해 천주교 부산교구 보좌주교로 임명되었으며, 주교 서품식은 그해 2월 24일 남천 주교좌 성당에서 정명조주교 주례로 거행되었다. 2007년 11월 21일 부산교구 설정 50주년을 맞아 교황 베네딕토 16세에 의해 제4대 천주교 부산교구장으로 임명되었다. 교구장 착좌식은 같은해 12월 28일 남천 주교좌 성당에서 거행되었다.

## 문장
황철수 주교 문장의 전체 이미지는 그리스도를 ‘하느님의 힘’으로 믿고 세상을 살아가는 신앙적인 삶의 이미지를 드러내고 있다. 전체적으로 형상과 색상을 간략화, 최소화해 만든 문장은 단순함과 절제의 영성을 지향한다는 의미를 담고 있으며, 참 권위는 하느님으로부터 나온다는 것을 암시하고 있다.
문장 속의 하얀식 십자가는 그리스도의 십자가를 통해 드러나는 하느님의 순수한 힘을 상징한다. 또 푸른색 원은 바다 및 항구도시 부산을 나타낸다. 황금색 리본은 항해하는 배의 선체 및 라틴어로 ‘힘’을 뜻하는 Virtus의 첫 글자 V를 의미하며, 배를 타고 다가오는 그리스도를 형상화했다.
‘CHRISTUS DEI VIRTUS’는 라틴어로 황 주교의 사목표어인 ‘그리스도께서는 하느님의 힘’을 뜻하며 ‘그리스도를 유일한 하느님의 힘과 지혜로 삼겠다’는 황 주교의 사목 의지를 드러내고 있다.